# 2023年ヨハネスブルグビル火災
2023年ヨハネスブルグビル火災は、2023年8月31日1時30分（南アフリカ標準時）に南アフリカ共和国ヨハネスブルグのビルで発生した、76人が死亡、88人が負傷した火災。この火災は南アフリカ史上最悪の火災の一つとなった。

## 概要
2023年8月31日1時30分（南アフリカ標準時）、セントラル・ビジネス・ディストリクトのデルヴァースとアルバート通りの角にあった5階建ての空きビルで火災が発生した。原因は特定されていない。このビルには、400人ほどのスコッターが住み着いていたとされ、そのほとんどが外国籍の人や移民、亡命者であるとされた。火の手はビル中を廻り、住人によって作られた壁やパーティションが住人の避難を阻んだ。
負傷者の多くは背中にけがを負っており、窓から飛び降りたことで負傷した可能性があるという。また、窓から飛び降りたことで死亡した人もいた。消防士は、1階の鍵が掛かったドアに殺到したまま死亡し山積みの状態になった複数の遺体を発見している。

## 火災現場
現場となった80 Albert Streetは、アパルトヘイト下の1954年に黒人の移動を制限するパス法の執行機関であった非白人局のヨハネスブルグ本部として建設された。1994年以降は同ビルはUsindiso Women's Shelterという女性シェルターが入居した。2019年にはビルがスコッターに占拠され、危険であると判断されたため、ビル内に入居していたクリニックがヨハネスブルグ市保健社会開発市長委員会のMpho Phalatseの命令で移転させられ、空きビルとなっていた。
ビルには、過去の出来事を示す銘板が設置されていた。

## 反応
この火災により、ヨハネスブルグにある何百もの不法占拠されたビルに注目が集まった。その多くは規制もされず、職を求めて南アフリカの経済の中心地であるヨハネスブルグに集まった不法移民や貧困層の人々で溢れていた。
火災発生後、多くの南アフリカ人がソーシャルメディアで、犠牲者や生存者に対する排外主義的な攻撃を非難している。
シリル・ラマポーザ大統領は8月31日に現場を訪れ、この出来事の事を「警鐘だ」とした。 ハウテン州知事のパニャザ・レスフィは、この火災の調査を発表した。NGOや周辺地域の地主はヨハネスブルグ市が安全基準遵守やビルの保守を怠ったことを批判した一方、政府関係者はNGOが市がスコッター排除を裁判などで妨害したことを非難した。今回の火災で特に事を難しくしているのは、代替の住宅の提供がない限り、不法占拠者であっても退去を行うことが出来ないとする判決が複数回出ていることである。
火災の生存者の中には、強制送還の口実を与えるのではないかという不安から避難所へ向かうバスに乗ることを拒否し、火災現場に留まっている者もいる。